# Вальтер Кібер
Вальтер Кібер (нім. Walter Kieber, 20 лютого 1931, Фельдкірх, Австрія — 21 червня 2014, Вадуц, Ліхтенштейн) — колишній прем'єр-міністр Ліхтенштейну з 1974 до 1978 року. Належав до Прогресивної громадянської партії Ліхтенштейну.